# The Music Man (Musical)
The Music Man ist ein Musical mit der Musik, den Liedtexten und einem Buch von Meredith Willson. Das Buch entstand auf der Grundlage von Willsons Memoiren And There I Stood with My Piccolo aus dem Jahre 1948 mit Unterstützung des Dramatikers Franklin Lacey. Willson begann die Arbeiten an diesem Projekt auf Anregung von Frank Loesser bereits 1949.
Die Uraufführung fand am 19. Dezember 1957 im Majestic Theatre, New York City, statt und war mit 1375 Aufführungen sehr erfolgreich. Das Musical wurde von Kermit Bloomgarden in Zusammenarbeit mit Herbert Greene und  Frank Loessers Produktionsgesellschaft produziert. Regie führte Morton DaCosta, die Choreografie erarbeitete Onna White; in der Rolle des Harold Hill war Robert Preston zu sehen.
The Music Man wurde im Londoner West End erstmals am 16. März 1961 im Adelphi Theatre aufgeführt. Die deutschsprachige Erstaufführung fand am 16. März 1963 im Theater Bremen statt. Die Übersetzung stammt von Hanns Bernhardt, Peter Zadek und Hans Peter Doll.

## Inhalt
Das Stück ist eine Reverenz an das provinzielle Amerika zu Anfang des 20. Jahrhunderts.  Der Mittlere Westen, und insbesondere der US-Bundesstaat Iowa, wurde in stereotyper Form für New York City-Zuschauer dargestellt.
Der Titelheld Harold ist ein betrügerischer Handlungsreisender, der den Bewohnern ländlicher Kleinstädte mit moralisch-pädagogischem Zeigefinger das Bedürfnis nach einer Knabenkapelle einredet. Sobald diese Idee allgemein im Gespräch ist, bietet er sich an, eine solche zu organisieren und auch zu leiten. Dazu bestellt er Musikinstrumente und Uniformen und verkauft sie mit beträchtlichem Gewinn. Sobald er abkassiert hat, verschwindet er jedoch, weil er selbst weder ein Instrument spielen noch Musikunterricht erteilen kann.
Mit dieser Masche quartiert er sich in River City, Iowa ein. Bald gerät er mit dem Bürgermeister in Konflikt, weil er mit durchsichtigen Absichten dessen Poolbillard-Salon als Ort der Jugendverwahrlosung anprangert. Sein Vorschlag, eine Knabenkapelle zu bilden, findet wachsenden Zuspruch und stößt lediglich auf die Skepsis der örtlichen Bibliothekarin, die Harold für einen Windhund hält. Dies sichert ihr seine verstärkte Aufmerksamkeit und es gelingt ihm, sie in ihn verliebt zu machen. Mittlerweile fangen die Musikübungen an und der Bürgermeister muss zur Kenntnis nehmen, dass niemand seine Bedenken hören will; sogar seine Gattin wurde von Harold überredet, die Leitung des Damen-Tanz-Komitees zu übernehmen.
Als jedoch ein anderer Handlungsreisender und alter Konkurrent Harolds in die Stadt kommt und die Menschen über dessen betrügerische Praktiken aufklären will, spitzt die Situation sich zu. Harold droht geteert und gefedert aus der Stadt gejagt zu werden und wird bei seinem Fluchtversuch festgehalten. Als er im Gemeindesaal zur Rede gestellt wird, tritt die Bibliothekarin für ihn ein und bewirkt einen Stimmungsumschwung: Den Kleinstädtern wird klar, dass – obwohl Harold leere Versprechungen hinsichtlich des Musikunterrichts gemacht hat – er für ein neues Gemeinschaftsgefühl gesorgt hat. Was als Tribunal begann, schlägt in eine ausgelassene Musikparade um.

## Die Musik
Da die Handlung um eine Blaskapelle herum gebaut ist, spielt Blasmusik eine beträchtliche Rolle. Willsons Kompositionen erstrecken sich von Marschmusik über Barbershop-Gesang bis zu Broadway-Balladen. Mit Ironie und Wortwitz gestaltet sind alle Stücke, in denen der Gegensatz zwischen den provinziellen Einwohnern und dem weltläufig-gerissenen Harold ausgespielt wird, der seine Überredungskünste auch in Form musikalischer Wortakrobatik einsetzt. Robert Preston, der zuvor weder gesungen noch getanzt hatte, trug seine Partien im Sprechgesang vor.

### Bekannte Musiknummern
- Seventy-Six Trombones
- Till There Was You
- Shipoopi

## Auszeichnungen
- Die Broadway-Produktion gewann 1958 fünf Tony Awards in den Kategorien:
  - Bestes Musical
  - Bester Hauptdarsteller: Robert Preston
  - Bester Nebendarsteller: David Burns
  - Beste Nebendarstellerin: Barbara Cook
  - Bester Dirigent und musikalischer Leiter: Herbert Greene
  - 1959 wurde sie in der Kategorie „Bester Bühnentechniker“ (Sammy Knapp) ausgezeichnet
- Im selben Jahr erhielt die Broadwayaufnahme den in jenem Jahr zum ersten Mal vergebenen Grammy Awards in der Sparte „Musical Show“.

## Verfilmungen
- Morton DaCosta produzierte und leitete 1962 die Verfilmung bei Warner Brothers Pictures, ebenfalls mit Robert Preston in der Hauptrolle
- TV-Produktion (ABC) 2003 mit Matthew Broderick